# Lưu Văn Đức
Lưu Văn Đức (sinh ngày 18 tháng 2 năm 1967) là một chính trị gia người Việt Nam, dân tộc Chăm. Ông hiện là đại biểu Quốc hội Việt Nam khóa XIV nhiệm kì 2016-2021, thuộc đoàn đại biểu quốc hội tỉnh Đắk Lắk, Ủy viên Thường trực Hội đồng Dân tộc của Quốc hội, Phó Chủ tịch Nhóm nghị sĩ hữu nghị Việt Nam - Áchentina (Đại biểu chuyên trách: Trung ương). Ông lần đầu được trung ương giới thiệu ứng cử và đã trúng cử đại biểu Quốc hội năm 2016 ở đơn vị bầu cử số 2, tỉnh Đắk Lắk gồm có các huyện Krông Bông, Krông Pắc, Lắk, M`Drắk, Cư Kuin và Krông Ana.

## Xuất thân
Lưu Văn Đức sinh ngày 18 tháng 2 năm 1967 quê quán ở thôn Như Bình, xã Phước Thái, huyện Ninh Phước, Ninh Thuận.
Ông hiện cư trú ở Số 135, Lê Thánh Tông, phường Tân Lợi, thành phố Buôn Ma Thuột, tỉnh Đắk Lắk.

## Giáo dục
- Giáo dục phổ thông: 12/12
- Cử nhân Luật
- Cử nhân Kinh tế
- Thạc sĩ Quản lý công
- Cao cấp lí luận chính trị

## Sự nghiệp
Ông gia nhập Đảng Cộng sản Việt Nam vào ngày 7/1/1999.
Khi lần đầu được trung ương giới thiệu ứng cử đại biểu Quốc hội Việt Nam khóa 14 vào tháng 5 năm 2016 ông đang là Đảng ủy viên Đảng bộ Cơ quan Ủy ban Dân tộc, Hàm Vụ trưởng Vụ địa phương II, Ủy ban Dân tộc, làm việc ở Vụ địa phương II - Ủy ban Dân tộc.
Ông đã trúng cử đại biểu quốc hội năm 2016 ở đơn vị bầu cử số 2, tỉnh Đắk Lắk gồm có các huyện Krông Bông, Krông Pắc, Lắk, M`Drắk, Cư Kuin và Krông Ana, được 339.305 phiếu, đạt tỷ lệ 79,21% số phiếu hợp lệ.
Ông hiện là Ủy viên Thường trực Hội đồng Dân tộc của Quốc hội, Phó Chủ tịch Nhóm nghị sĩ hữu nghị Việt Nam - Áchentina (Đại biểu chuyên trách: Trung ương).
Ông đang làm việc ở Hội đồng Dân tộc.